# بیگم بیرگورن
بیگم بیرگورن (انگلیسی: Begüm Birgören؛ زادهٔ ۲۰ سپتامبر ۱۹۸۲) بازیگر اهل ترکیه است.